# Durgin-Park
Durgin-Park — ресторан, находящийся недалеко от старинного здания Фанел-Холл в центре Бостона.
Согласно The Greater Boston Convention, был известен с 1827 года и продолжает оставаться популярным туристическим объектом по настоящее время наряду с рядом расположенным рыночным комплексом Quincy Market. Ресторан имеет входы с двух сторон — со стороны Фанел-Холл и Клинтон-стрит.

## История
Первый ресторан в этом здании бывшего склада был открыт в 1742 году. В 1827 году был приобретен Джоном Даргином (John Durgin) и Элдриджем Парком (Eldridge Park), которые превратили его в достопримечательность Бостона. К 1840 году они пригласили в качестве партнера Джона Чандлера (John Chandler), и именно втроём они определили концепцию ресторана, которая осталась практически неизменной по настоящее время.
В эпоху Эры реконструкции, уже после смерти Даргина и Парка, Чандлер продолжал руководить предприятием, и его семья владела им до 1945 года, когда ресторан был продан Джеймсу Халлетту (James Hallett), который управлял им до 1977 года. В 1972 году ресторан был выкуплен семьей Келли, и продан компании Ark Restaurants в январе 2007 года, хотя Seana Kelley оставалась генеральным директором до 2012 года. В настоящее время генеральным директором является Patricia Reyes, работающая в корпорации  Ark Restaurants с 1999 года. 
В конце лета 2010 года в подвальном баре Durgin-Park открылся пивной зал, названный The Hideout и отличающийся тем, что предлагает пиво, нетипичное для этого туристического места. В январе 2013 года было объявлено, что Ark Restaurants арендовала место в бостонском аэропорту Логан, где будет предлагать пассажирам супы и бутерброды.
В конце 2016 года в подвальном баре начали проходить еженедельные представления stand-up comedy под названием Hideout Comedy, в котором выступают местные и приглашенные комики.
В 1998 году ресторан был удостоен премии James Beard Foundation Award (за выдающиеся достижения в кухне) в категории «Классика Америки».
В декабре 2017 года бостонский раздел сериала Man v. Food телеканала Travel Channel включал эпизод, снятый в Durgin-Park.